# Zainab Malik
Zainab Malik , de 30 anos  é advogada especializada em direitos humanos e ativista do Paquistão. Defensora dos sobreviventes de violência doméstica, sexual e de tortura sob custódia. A ativista defende  também esta causa junto de oficiais do governo e da comunidade diplomática internacional na qual chama também a atenção para as violações dos direitos humanos no Paquistão — exercendo pressão para que se realizem reformas sensíveis às questões de género na legislação e nos procedimentos.
Zainab é, atualmente, Ativista Chefe do Justice Project Pakistan (Projeto de Justiça no Paquistão, JPP), uma organização legal de direitos humanos que oferece representação jurídica e defesa a prisioneiros vulneráveis que enfrentam as punições mais severas

## Prémios e homenagens[editar|editar código-fonte]
Zainab Malik foi homenageada pela Suécia, na exposição itinerante "Mundo Igualitário do ponto de vista do género - um tributo a quem luta pelos Direitos das Mulheres", constituída por quinze retratos de autoria da fotógrafa sueca Anette Brolenius, de personalidades que se distinguiram pela luta da Igualdade de Género e Direitos das Mulheres. Esta exposição esteve pela primeira vez em Portugal, abrindo ao público no dia 2 de março de 2020, no concelho do Funchal, na Região Autónoma da Madeira.
1. ↑  «Gender equal world». Sharing Sweden (em inglês). Consultado em 3 de março de 2020